# ديفيد كرين (مؤرخ)
ديفيد كرين (بالإنجليزية: David Crane)‏ هو مؤرخ بريطاني، ولد في 2 فبراير 1942.